# Mario Reig

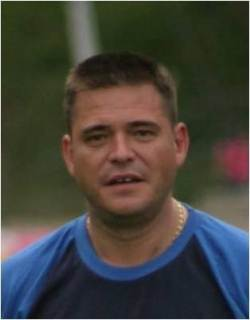
Mario Reig 2012

Mario Reig (* 9. Dezember 1965 in der spanischen Provinz Tarragona) ist ein ehemaliger spanischer Fußballspieler und heutiger -trainer.

## Werdegang
Er begann im deutschen Fußball, um später zum RCD Mallorca zu wechseln. 1998 trat er erstmals als Trainer in Almería auf und nach mehreren Trainerposten in Spanien wechselte er, ebenfalls als Trainer, in die 1. Fußballliga nach Guatemala.
Reig widmet sich der Prüfung und Begutachtung von Fußballspielern und -mannschaften der 2. B-Liga, 2. Liga und 1. Liga der LFP für deutsche Mannschaften. Reig ist verheiratet mit María Montserrat Pérez Pérez, und Vater von zwei Kindern.

## Fußballer
Mario Reigs Familie zog in seiner Kindheit nach Deutschland, wo er beim SV Grenzland Twist von 1977 bis 1982 spielte. Von da aus wechselte er zum spanischen Fußball, nachdem man ihn bei einem Strandfußballspiel in Ca'n Picafort entdeckte und mit 17 Jahren für die Ehrenjugendmannschaft des RCD Mallorca für die Saison 1983/84 verpflichtete.
Im Anschluss spielte er für den CD Murense (3. Liga), verletzte sich jedoch schwer und musste in der Saison 1988/89 seine Karriere beenden.
| Categoría                 | Club                   | País        | Año       |
| ------------------------- | ---------------------- | ----------- | --------- |
| Fútbol base               | SV Grenzland Twist     | Deutschland | 1977–1982 |
| División de Honor Juvenil | RCD Mallorca           | Spanien     | 1983      |
| 3. Liga                   | Club Deportivo Murense | Spanien     | 1985      |

## Trainer
Als er den nationalen Trainerschein erwirbt rät ihm sein Freund José Ángel Moreno (Trainer des Almería FC) mit ihm als Co-Trainer zu fungieren, um Erfahrungen zu sammeln. Danach trainierte er zwei weitere Fußballklubs der 3. Liga: Den „Mazarrón“ in Murcia und den „CD Mármol Macael“ in Almería.
2001 begann er seine Trainerarbeit in der 1. Liga in Guatemala beim Antigua GFC, ehe er zu Cobán Imperial wechselte. Nach seinem Engagement in Mittelamerika kehrte er wieder zum spanischen Fußball zurück, wo er das Amt des Sportdirektors des Algeciras CF in der 2. Liga übernahm.
| Categoría                            | Club                    | País      | Año  |
| ------------------------------------ | ----------------------- | --------- | ---- |
| 2. Liga                              | Unión Deportiva Almería | Spanien   | 1998 |
| 3. Liga                              | Mazarrón Club de Fútbol | Spanien   | 1999 |
| 3. Liga                              | CD Mármol Macael        | Spanien   | 2000 |
| Liga Nacional de Fútbol de Guatemala | Antigua GFC             | Guatemala | 2001 |
| Liga Nacional de Fútbol de Guatemala | Antigua GFC             | Guatemala | 2002 |
| Liga Nacional de Fútbol de Guatemala | Cobán Imperial          | Guatemala | 2004 |

* Aktualisiert am 17. Mai 2013.